# Serž Sargsjan
Serž Azati Sargsjan (arm. Սերժ Ազատի Սարգսյան; Stepanakert, 30. lipnja 1954.) je armenski političar. Obnašao je dužnost predsjednika Armenije od travnja 2008. do travnja 2018. u dva mandata. Ujedno je predsjednik Republikanske stranke, najjače stranke u Armeniji.

## Mladost
Sargsjan je rođen u Stepanakertu, u Gornjem Karabahu (armenski: Արցախ; izgovor: Arcah) pokrajini koja je danas službeno dijelom Azerbajdžana, a činjenično samostalna država. U rodnom gradu Sargsjan je pohađao i završio osnovnu i srednju školu. Nakon toga je, 1971., upisao studij filologije na Erevanskom državnom sveučilištu. Između 1972. i 1974. služio je vojni rok u Oružanim snagama SSSR-a, a 1979. diplomirao je filološkom odjelu Erevanskog državnog sveučilišta. Kao mehaničar u Tvornici električnih naprava zaposlio se 1975. i tamo radio do 1979.

## Politička karijera

### Komunistička partija
Nakon prestanka rada u tvornici 1979., Sargsjan započinje svoju političku karijeru. Između 1979. i 1988 vršio je niz dužnosti u Komunisitčkoj partiji. Bio je vođa Odjela Organizacije mladeži Komunističke partije Stepanakerta, a nakon toga podtajnik te prvi tajnik te organizacije. Nakon toga našao se na čelu Promidžbenog odjela Gradskog vijeća Stepanakreta, zatim je djelovao kao instruktor jedinica Regionalne odbora Komunističke partije za Gornji Karabah. Bio je i pomoćnik Genriku Pogosjanu, prvom tajniku Regionalnog odbora za Gornji Karabah.

### Neovisna Armenija
U vrijeme Rata za Gornji Karabah, između 1989. i 1993., Sargsjan je bio na čelu Odborom snaga samoobrane Republike Gornji Karabah. U tom razdoblju, 1990., izabran je za potpredsjednika Vrhovnog vijeća Armenije. Nakon 1993. imenovan je armenskim ministrom obrane. Tu dužnost vršio je do 1995., kada je postao čelnik Odbora državne sigurnosti Armenije, a kasnije ministar domovinske sigurnosti. Između 1996. i 1999., bio je na čelu spojenih ministarstava unutarnjih poslova i državne sigurnosti, a od 1999. služio je samo kao ministar državne sigurnosti. Te godine imenovan je i šefom osoblja predsjednika Armenije, Roberta Kočarjana, a tu dužnost prestao je vršiti 2000. Između 1999. i 2007. bio je tajnik Vijeća državne sigurnosti kojeg je vodio predsjednik Kočarjan. U tome razdoblju, od 2000. do 2007. bio je i ministar obrane.
Članom Republikanske stranke Armenije postao je 2006. Od srpnja 2006. do studenoga 2007. bio je predsjednik Vijeća RSA-a, nakon čega je izabran za predsjednika stranke.
Za predsjednika Vlade imenovan je 4. travnja 2007., a dva mjeseca kasnije, 7. lipnja, ponovno je izabran za predsjednika Vlade nakon što su održani izbori za Narodnu skupštinu. Na predsjedničkim izborima održanim 19. veljače 2008. Sargsjan je izabran za predsjednika, a inauguiran je 9. travnja.
Sargsjan je predsjednik Odbora vjerovnika Erevanskog državnog sveučilišta i predsjednik Šahovske federacije Armenije.

## Vanjska politika

### Odnosi s velesilama
Sargsjan je održavao dobre odnose s Europskom unijom i Rusijom. U vrijeme njegovog mandata Armenija se uvelike približila Europskoj uniji, ali istovremeno nije narušila dobre odnose s Rusijom. Sargsjan je izrazio želju za ulaskom Armenije u EU, međutim, u srpnju 2013. začudio je međunarodnu javnost ulaskom u carinsku uniju s Rusijom što je onemogućilo ulazak Armenije u EU. Ovakav potez Sargsjana bio je opravdan gospodarskim vezama i ruskom garancijom armenskog integriteta.

### Susjedstvo

#### Odnosi s Azerbajdžanom i stav prema Gorskom Karabahu
Sargsjan je nastavio politiku mirnom rješenja za sukob u Gorskom Karabahu koju su vodili i njegovi prethodnici. Pitanje Gorskog Karbaha jedan je od glavnih problema armenske vanjske politike.
Na 63. zasjedanju Opće skupštine UN-a u rujnu 2008. Sargsjan se u svome govoru osvrnuo na Rusko-gruzijski rat. U tom govoru naglasio je dužnost UN-a da uspostavi mirna rješenja za oružane sukobe širom svijeta, uključujući i onaj u Gorskom Karabahu. Upozorio je na azersko izgrađivanje vojske popraćeno ratnom retorikom i prijetnjama što bi moglo izazvati probleme na Zakavkazju.
Sargsjan je više puta izjavio da se Armenija zanima za pronalazak mirnog i isključivo mirnoga rješenja za sukob te da je Minska skupina OESS-a održiva i da u njoj treba nastaviti daljnje pregovore. Nastavio je pregovore s Azerbajdžanom i održao brojne sastanke s azerskim predsjednikom Ilhanom Alijevim u okviru Minske skupine OESS-a. Alijev i Sargsjan su 2. studenog 2008. otputovali u Moskvu na sastanak s Dmitrijem Medvjedevim. Sastanak je ishodio potpisivanjem sporazuma po kojemu su tri predsjednika potvrdila svoju privrženost nastavljanju razgovora. Alijev i Sargsjan ponovno su se sastali 5. lipnja 2009. u Sankt Peterburgu. Na njihovom međusobnom susretu 22. studenog 2009., zajedno s drugim svjetskim vođama, u Münchenu, Alijev je zaprijetio uporabom vojne sile poradi uspostave uprave nad Gorskim Karabahom ako se ne dođe do zajedničkog dogovora.
Sargsjan je optužio Azerbajdžan za ometanje mirovnog procesa i prihvaćanje otvorenog protuarmenskog stava. Protuarmenski stav Azerbajdžana, u što je Sargsjan uključio „kriotvorenje povijesti podržano od strane države”, „neprijateljsku promidžbu protiv Armenaca i Armenije” i „vojno jačanje”, dokaz je, prema njemu, da Azerbajdžan ne želi mir. Kao primjer za ometanje mirovnog procesa od strane Azerbajdžana naveo je herojski doček Ramila Safarova, ubojice Gurgena Margarjana, armenskog časnika. Margarjan je ubijen u Budimpešti u tijeku NATO-voga partnerstva za mir 2004. Safarov je, nakon što je izručen Azerbajdžanu 2012., dobio pomilovanje od Alijeva, promaknut u čin bojnika, dan mu je stan s isplatom u roku od osam godina i od njega je napravljen narodni junak. Zbog ovakvih postupaka po Sargsjanu „azerska promidžba cijelu generaciju gura u atmosferu kesnofobije i netolerancije”.

### Hrvatska i jugoistočna Europa

#### Odnosi s Hrvatskom
Prva posjeta jednog hrvatskog predsjednika Armeniji dogodila se sastankom Stjepana Mesića i Sargsjana u Erevanu 22. svibnja 2009. Mesić je posjetio memorijalni centar žrtava Armenskog genocida, a dvojica predsjednika potpisala su ugovor o kulturnoj, prosvjetnoj i zdravstvenoj suradnji te ugovor o izbjegavanju dvostrukog oporezivanja. Sargsjan je Mesića u Zagrebu posjetio 7. rujna 2009. na Brijunima. Sargsjan je prilikom posjeta izjavio da su „sudbina i prošlost armenskog i hrvatskog naroda bile su slične” te da Armenija i Hrvatska „stvaraju temelj za čvrsto prijateljstvo i povjerenje”.
Predsjednik Hrvatskog sabora Luka Bebić sastao se sa Sargsjanom 22. ožujka 2011. Bebić i Sargsjan tom su prilikom razgovarali o bilateralnim odnosima između Armenije i Hrvatske te pitanju sukoba u Gorskome Karabahu. Bebić je izrazio zadovoljstvo armenskim naporima približavanju euroatlanskim integracijama, a Sargsjan je najavio mogućnost uključivanja hrvatskih stručnjaka za armenske ciljeve pristupanja europskim integracijama. Bebić je glede Karabaha izjavio da podržava prevenciju sukoba i mirno rješavanje spora.

#### Stav prema Kosovu
Armenija službeno ne priznaje Kosovo, a glavni razlog tomu je trenutno nepriznavanje Gorskog Karbaha. Sargsjanov stav je takav da bi se prvo morala priznati neovisnost Karabaha od strane Armenije, pa tek onda neovisnosti ostalih teritorija po načelu prava na samoopredjeljenje. Sargsjan je u ožujku 2008. naglasio da je Armenija uvijek bila pristaša prava naroda na samoopredjeljenje i da u tom pogledu Armenija pozdravlja neovisnost Kosova. Sargsjan je tom prilikom pozvao na ozbiljne rasprave glede priznanja Kosova i izjavio da armensko priznanje Kosova ne bi naštetilo armensko-ruskim odnosima. U rujnu je Sargsjan također iznio svoje stajalište zbog nepriznavanja Abhazije i Južne Osetije te rekao da Armenija nije priznala njihovu neovisnost iz istoga razloga što nije priznala Kosovo. Kao razlog je naveo trenutno nepriznavanje neovisnosti Gorskog Karabaha te naveo da se to pitanje mora prvo riješiti. Istom je prilikom naglasio da Armenija radi na tome da Azerbajdžan prihvati gubitak Karabaha.
U srpnju 2009. predsjednik Srbije Boris Tadić posjetio je Armeniju i sastao se sa Sargsjanom. Sargsjan i Tadić su se složili da se regionalni sukobi moraju riješiti mirnim putem bez uporabe sile u okvirima međunarodnog prava.
U rujnu 2010. kosovski ministar vanjskih poslova Skënder Hyseni sastao se s armenskim ministrom vanjskih poslova Edvardom Nalbandjanom u New Yorku i tražio priznavanje kosovske neovisnosti od strane Armenije. Tom prilikom je Nalbandjan izjavio da načelo prava na samoopredjeljenje ne smije biti podvrgnuto niti jednom drugom načelu, no nije najavio skorije priznavanje Kosova, već je samo rekao da će Armenija održavati „korisne” veze s Kosovom.

## Počasti
Armenska odlikovanja
| vrpca | odlikovanje         | država         |
| ----- | ------------------- | -------------- |
|       | Red vojnog križa    | Armenija       |
|       | Red Tigrana Velikog | Armenija       |
|       | Heroj Arcaha        | Gorski Karabah |

Strana odlikovanja
| vrpca | odlikovanje                                    | nadnevak           | država          |
| ----- | ---------------------------------------------- | ------------------ | --------------- |
|       | Veliki križ Reda legije časti                  | 7. listopada 2011. | Francuska       |
|       | Red zlatnog runa                               | 2009.              | Gruzija         |
|       | Red časti                                      | 2008.              | Gruzija         |
|       | Medalja „10 godina Astana”                     | 2008.              | Kazahstan       |
|       | Red kneza Jaroslava Mudrog                     | 2. srpnja 2011.    | Ukrajina        |
|       | Medalja „Za zasluge za Kalinjingradsku oblast” | 3. srpnja 2009.    | Kalinjingradska |

## Osobni život
Sargsjan se oženio Ritom Sargsjan 1983., također rođene u Stepankertu u vojničkoj obitelji. Rita Sargsjan je po zanimanju učiteljica glazbe. Rita i Serž imaju dvije kćeri, Anuš i Satenik, jednu unuku, Mariam, i dva unuka, Ara i Serža.